# Dry Cleaning
Dry Cleaning är ett brittiskt postpunkband från södra London. Gruppens debutalbum New Long Leg släpptes 2021, och deras andra studioalbum Stumpwork släpptes 2022.

## Diskografi

### Studioalbum
- 2021 – New Long Leg
- 2022 – Stumpwork

### EP-skivor
- 2018 – Sweet Princess
- 2019 – Boundary Road Snacks and Drinks
- 2021 – Tascam Sessions
- 2023 – Swampy